# Березенщина
Березенщина (укр. Березенщина) — село, входит в Васильковский район Киевской области Украины.
Население по переписи 2001 года составляло 412 человек. Почтовый индекс — 08606. Телефонный код — 4571. Занимает площадь 1,043 км². Код КОАТУУ — 3221487002.

## Местный совет
08625, Київська обл., Васильківський р-н, с.Путрівка, вул. Леніна,119